# Under the Biketree
Under the Biketree är ett musikalbum av Stonecake som släpptes 1991.

## Låtlista
| Nr           | Titel                        | Längd |
| ------------ | ---------------------------- | ----- |
| 1.           | The Nation's On Your Side    | 4:19  |
| 2.           | Ain't No Reason              | 3:24  |
| 3.           | Completely Mad               | 3:17  |
| 4.           | The Unexpected Snow Of April | 3:46  |
| 5.           | Tuesday Afternoon            | 4:07  |
| 6.           | Under The Biketree           | 4:41  |
| 7.           | Creatures Of The Factory     | 4:14  |
| 8.           | Keep On Despite              | 4:31  |
| 9.           | Josie                        | 3:30  |
| 10.          | Telegram To Mum              | 3:44  |
| 11.          | Bite The Stonecake           | 3:26  |
| Total längd: | Total längd:                 | 42:59 |